# Semioptila hilaris
Semioptila hilaris is een vlinder uit de familie Himantopteridae. De wetenschappelijke naam van deze soort is voor het eerst geldig gepubliceerd in 1906 door Rebel.
De soort komt voor in tropisch Afrika.